# Casa Orri
La Casa Orri és un edifici del municipi de Girona que forma part de l'Inventari del Patrimoni Arquitectònic de Catalunya. Fou feta cap al 1918, tot i que no se'n té la certesa.

## Descripció
És un edifici de planta rectangular, de planta baixa i dos golfes. Teulat a dues vessants i format a l'estil afrancesat de mansardes. De peces de pissarra. Els teulats formen dos cossos d'igual mida, amb els careners paral·lels a la façana principal, degut la fondària del solar. Composició simètrica, trencada només per la porta de llinda recta d'accés, al costat dret. La planta baixa és tractada amb un encoixinat i per dos finestres d'arc peraltat. A la planta s'inscriuen un balcó corregut i dos balconeres, coincidents amb les finestres del segon pis. La façana és rematada amb balustrada i les finestres de la mansarda. Sota la balustrada hi ha una gran cornisa de motllures aguantades per mènsules. Façana treballada amb esgrafiats i motllures.